# Agostino Ernesto Castrillo
Agostino Ernesto Castrillo (18 février 1904 - 16 octobre 1955), est un prélat franciscain italien. Connu pour son engagement auprès de la population pendant la Seconde Guerre mondiale, il est évêque de San Marco Argentano de 1953 à sa mort. La cause pour sa béatification étant ouverte, l'Église catholique lui a déjà décerné le titre de vénérable.

## Biographie
Troisième de onze enfants, Agostino revêt dès l'âge de 15 ans l'habit franciscain. Après ses études en philosophie et en théologie, il reçoit l'ordination sacerdotale le 11 juin 1927 à Molfetta. Devenu prédicateur itinérant, il sera ensuite curé de la paroisse Gesù e Maria à Foggia en 1936. Là, il se montra comme un prêtre dynamique et proche de ses fidèles, notamment lors des bombardements de la Seconde Guerre mondiale. La ville ayant été particulièrement touchée, il vint en aide aux sinistrés avec un grand dévouement, par un soutien matériel mais surtout moral et spirituel. En 1946, il fut envoyé comme directeur spirituel à l'université pontificale de Saint-Antoine, et deviendra ensuite supérieur provincial des communautés capucines des Pouilles, sur le conseil de l'archevêque de Foggia qui avait été marqué par son service comme curé. Vivant pauvrement, c'est par son exemple et par ses conseils qu'il ne cessa d'encourager ses frères dans leur vocation franciscaine. 
Le 17 septembre 1953, le pape Pie XII le nomme évêque de San Marco Argentano. Malgré une tumeur pulmonaire, il mènera à bien ses activités épiscopales jusqu'à sa mort. Il répétait : "Je suis content de souffrir. C'est mon devoir d'évêque : prier et souffrir."

## Béatification
La cause pour la béatification et canonisation d'Agostino Ernesto Castrillo débute le 5 mai 1985 à San Marco Argentano. L'enquête diocésaine est envoyée à Rome en 2002, afin d'y être étudiée par la Congrégation pour les causes des saints. 
Le 16 juin 2017, le pape François reconnaît l'héroïcité de ses vertus, lui attribuant ainsi le titre de vénérable. C'est la première étape pour qu'il soit déclaré saint.